# 白相国
白相国（1918年6月—1991年8月7日），男，山东蓬莱人。中国军政界人物。担任过中华人民共和国对外贸易部部长，中国人民解放军总后勤部副部长等职务。

## 生平
1918年6月生。蓬莱县下朱潘村人。曾经就读于山东省立第二乡村师范学校（今鲁东大学）。1937年11月参加革命，1938年2月加入中国共产党。历任新四军鄂豫挺进支队连指导员，第五师团政治处主任，抗日军政大学三分校大队政委，中原军区干部科科长，江汉军区团政委，湖北军区师政治部主任、师副政委等职。参加了中原突围和宜沙、西南等战役。
1949年中华人民共和国成立后，历任湖北军区政治部组织部部长，中南军区直属政治部副主任，广州军区广东武装工作部副部长，第四十一军一二三师政治委员、桂林步兵学校副政治委员兼政治部主任、军政治委员等职务。
1967年3月任汕头专区军事管制委员会主任，1968年3月至11月任汕头地区革命委员会主任。1968年12月任广州军区政治部副主任。1969年11月至1970年3月，任广东省革命委员会党的核心小组成员，并同时作为军队代表任广东省革命委员会副主任。
1970年7月被任命为中华人民共和国对外贸易部部长。1971年10月率领代表团访问法国，这是中法建交后出访法国的第一个中国政府代表团，也是文革后出访西方的第一个高级代表团。1973年10月调任至中国人民解放军总后勤部副部长、副政治委员兼政治部主任。1987年11月离休。
1955年被授予大校军衔。获二级独立自由勋章、二级解放勋章。
因病于1991年8月7日在北京逝世，终年73岁。